# Ike Cole
Isaac "Ike" Cole (Chicago, 13 juli 1927 - Sun Lakes, 22 april 2001) was een Amerikaanse jazz-pianist en componist.
Cole, een broer van Nat King Cole en Freddy Cole, speelde aanvankelijk drumstel.  In 1957 begon hij een trio, waarmee hij in de jaren erna speelde in onder meer Chicago en Las Vegas, toerde in het buitenland en vaak optrad op televisie. Meestal zong hij jazzstandards, maar ook bracht hij wel medleys met successen van Nat King Cole. In 1990 toerde hij met broer Freddy met een Nat-tribute-programma. Toen Natalie Cole een album opnam met hits van haar vader, speelde Ike Cole mee op de piano.
Ike Cole overleed aan de gevolgen van kanker.

## Discografie
- Tribute to His Brother Nat, Dee Gee, 1963

- International Standard Name Identifier: 0000 0004 6176 1882
- Library of Congress Control Number: no98026129
- MusicBrainz: 70ea98ea-1fff-4d56-b2ef-1dcc9d49e6d7
- Virtual International Authority File: 184149196666074792857
- WorldCat: E39PBJtxk7Wbm89WKxYgwCcpT3